# Єзєжиця
Єзєжиця (пол. Jezierzyca) — річка в Польщі, у Воловському повіті Нижньосілезького воєводства. Права притока Одри (басейн Балтійського моря).

## Опис
Довжина річки 33,63 км, висота гирла над рівнем моря — 87  м, найкоротша відстань між витоком і гирлом — 23,45  км, коефіцієнт звивистості річки — 1,44 .

## Розташування
Бере початок у селі Сіодковице ґміни Волув. Спочатку тече переважно на південний захід, потім на північний захід і біля Цехловице ґміни Вінсько впадає у річку Одру.
Населені пункти вздовж берегової смуги: Стеншув, Певчин, Врубдево, Кжелув, Будкув.
Притоки: Моєнцька Струга, Юшка (ліві).